# WV25
Ngôi mộ WV25 ở phía Tây của Thung lũng của các vị Vua, Ai Cập, rõ ràng nó là sự khởi đầu của một ngôi mộ Hoàng gia, nhưng nó chưa bao giờ được hoàn thành hay trang trí. Nó được cho là ngôi mộ chưa hoàn thành của Akhenaten.
Nó đã được phát hiện bởi nhà khảo cổ học Ý, ông Giovanni Belzoni trong năm 1817. Belzoni tìm thấy hai bộ quan tài có xác ướp, nhưng không rõ đó là ai và một cái quan tài được bao phủ trong một bức tường.

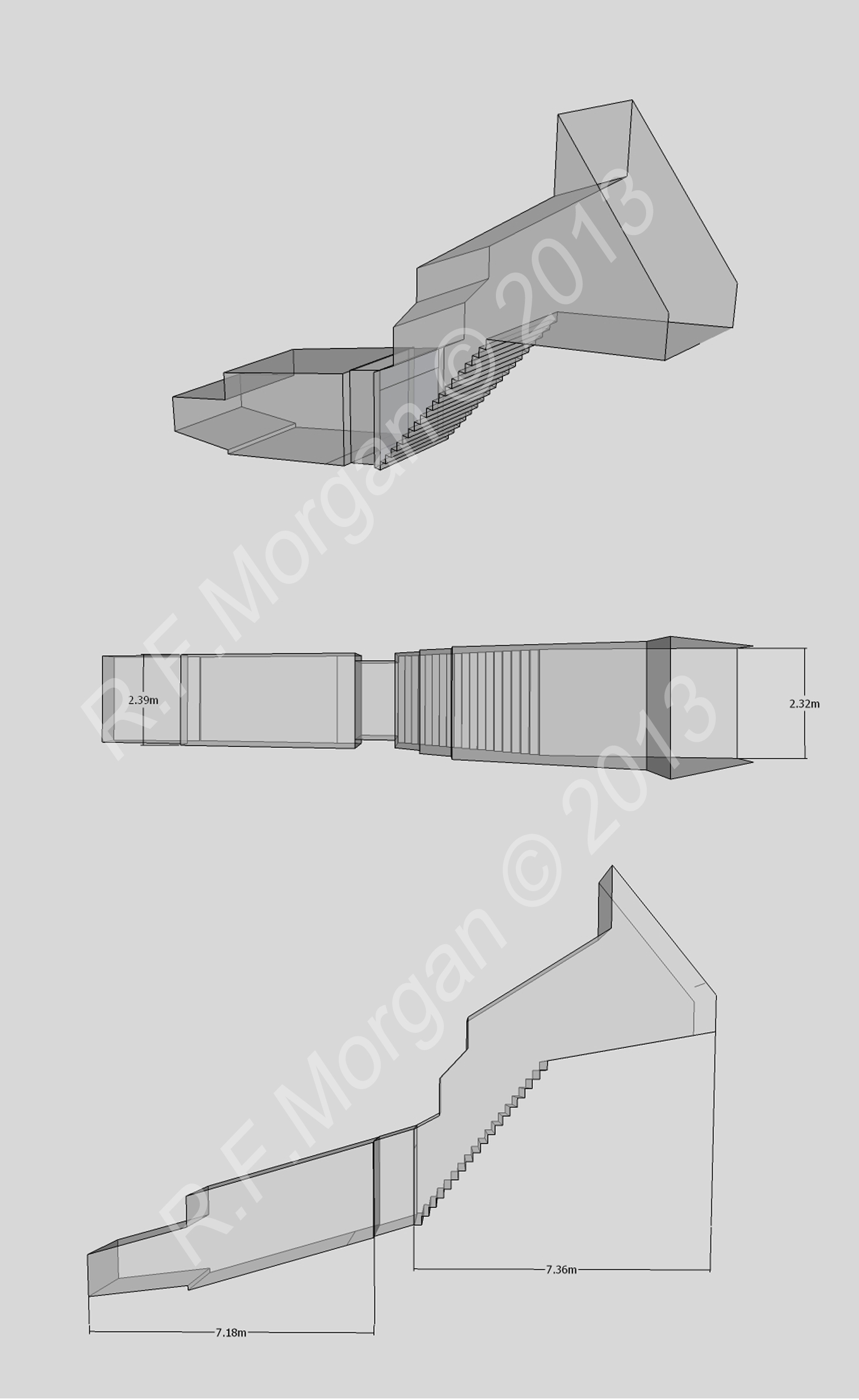
Hình ảnh của WV25 lấy từ một mô hình 3d

## Bản đồ vị trí các ngôi mộ
|  | Chủ đề Ai Cập cổ đại |